# Język ubyski
Język ubyski, ubychski lub ubychijski – wymarły język, należący do północno-zachodniokaukaskiej rodziny językowej (także: abchasko-adygejskiej), w skład której wchodzą również języki: abchaski, abazyński, adygejski oraz kabardyjski.
Język używany był przez lud Ubychów, mieszkający pierwotnie w okolicach Soczi, w północno-zachodniej części Kaukazu, nad Morzem Czarnym. Ubychowie zaliczani byli do plemion czerkieskich. Po wojnie kaukaskiej i zajęciu ich ziem przez Rosję, Ubychowie, razem z Czerkiesami i Abazynami, zostali w latach 60. XIX wieku przymusowo przesiedleni w całości na teren Imperium Osmańskiego.
Ostatni użytkownik języka ubyskiego, Tevfik Esenç, zmarł 7 października 1992 r. we śnie. Za jego życia język ten badał językoznawca Georges Dumézil.
W języku ubyskim w użyciu były 84 spółgłoski (najwięcej na świecie nie licząc mlaskowych) i tylko 2 samogłoski.